# Stef Vanhaeren
Stef Vanhaeren (Brasschaat, 15 januari 1992) is een Belgische voormalige atleet, die gespecialiseerd was in het hordelopen en de sprint. Hij werd Belgisch juniorenkampioen op de 400 m en 400 m horden en vertegenwoordigde zijn land op de 400 m horden bij grote internationale atletiekwedstrijden.

## Loopbaan
In 2009 won Vanhaeren op het EYOF in Tampere een gouden medaille op de 400 m horden en een bronzen medaille op de 4 x 100 m estafette. Een jaar later werd hij op de 400 m horden zesde bij de wereldkampioenschappen voor junioren in de Canadese stad Moncton en reikte op dit onderdeel tot de halve finale op de Europese kampioenschappen in Barcelona.
Zijn eerste succes bij de senioren boekte Vanhaeren in 2011 door een vierde plaats te behalen op de 400 m bij de Belgische indoorkampioenschappen. Op 9 juni 2011 verbeterde hij op negentienjarige leeftijd zijn persoonlijk record op de 400 m tot 46,91. Hij was hiermee de vijfde Belgische junior ooit die deze afstand binnen de 47 seconden voltooide. Na afloop meldde hij: "Dat is een prestatie waarmee ik zeer tevreden ben en die mij het nodige vertrouwen geeft voor de belangrijke periode die er zit aan te komen."
Blessures en persoonlijke redenen deden hem in 2015 besluiten te stoppen met atletiek.
Stef Vanhaeren was aangesloten bij Atletiekclub Kapellen (KAPE), waar hij woonde, maar stapte over naar Antwerp Athletics (AA), waar hij enkele jaren trainer was van Renée Eykens.

## Kampioenschappen
Internationale kampioenschappen
| Onderdeel | Titel                 | Jaar |
| --------- | --------------------- | ---- |
| 4 x 400 m | Europees kampioen U23 | 2013 |

## Persoonlijke records
Outdoor
| Onderdeel    | Prestatie | Datum        | Plaats   |
| ------------ | --------- | ------------ | -------- |
| 400 m        | 46,91 s   | 4 juni 2011  | Oordegem |
| 400 m horden | 49,83 s   | 27 juli 2014 | Brussel  |

Indoor
| Onderdeel | Prestatie | Datum            | Plaats |
| --------- | --------- | ---------------- | ------ |
| 400 m     | 48,10 s   | 20 februari 2011 | Gent   |

## Palmares

### 400 m
- 2012:  BK AC indoor - 49,50 s
- 2014:  BK AC indoor - 48,60 s

### 400 m horden
- 2009:  EYOF - 51,09 s
- 2010: 6e WK junioren - 50,99 s
- 2010: 6e in ½ fin. EK - 50,86 s (in serie 50,71 s)
- 2011:  EK U20 - 50,01 s
- 2013: 4e in serie EK U23 - 51,35 s
- 2013: 9e Memorial Van Damme - 50,63 s
- 2014:  BK AC - 49,83 s
- 2014: 20e EK - 50,63 s

### 4 x 100 m estafette
- 2009:  EYOF - 41,69 s

### 4 x 400 m estafette
- 2013:  EK U23 - 3.04,90
- 2014: 7e EK - 3.02,60

## Onderscheidingen
- Gouden Spike voor beste mannelijke belofte - 2011